# برايان سويفت
برايان سويفت (بالإنجليزية: Brian Swift)‏ هو سياسي أيرلندي، ولد في 1 مايو 1952. حزبياً، نشط في فيانا فايل. في الانتخابات العمومية الإيرلندية 1987 ‏، انتخب نائب دييل عن دائرة وترفورد ‏ وقد انضم خلال فترته النيابية ‏ (10 مارس 1987 – 25 مايو 1989) للكتلة البرلمانية فيانا فايل.